# Campeonato Italiano de Fútbol 1901
El Campeonato Italiano de Fútbol de 1901 fue la cuarta edición de dicha competición, que en 1929 daría lugar a la Serie A. El campeón fue el AC Milan, venciendo en la final al Genoa.

## Eliminatoria
Jugados el 14 de abril
| Equipo 1 | Resultado | Equipo 2          |
| -------- | --------- | ----------------- |
| Juventus | 5-0       | Ginnastica Torino |
| Milan    | 2-0       | Mediolanum        |

## Semifinal
Jugada el 28 de abril
| Equipo 1 | Resultado | Equipo 2 |
| -------- | --------- | -------- |
| Milan    | 3-2       | Juventus |

## Final
Jugada el 5 de mayo
| Equipo 1 | Resultado  | Equipo 2 |
| -------- | ---------- | -------- |
| Milan    | 3-0 (pró.) | Genoa    |

|           |
| Campeón   |
| Milan     |
| 1º título |

### Equipo campeón
Alineación del Milan
- Hoberlin Hoode
- Hans Heinrich Suter
- Catullo Gadda
- Kurt Lies
- Herbert Kilpin
- Daniele Angeloni
- Agostino Recalcati
- Samuel Richard Davies
- Ettore Negretti
- David Allison
- Guerriero Colombo